# Saint-Martial-d'Artenset

Saint-Martial-d'Artenset este o comună în departamentul Dordogne din sud-vestul Franței. În 2009 avea o populație de 960 de locuitori.

## Evoluția populației
| An        | 1975 | 1982 | 1990 | 1999 | 2006 | 2009 |
| --------- | ---- | ---- | ---- | ---- | ---- | ---- |
| Populație | 716  | 743  | 839  | 847  | 934  | 960  |